# Скибин (Броварський район)
Скиби́н — село в Україні, у Броварському районі Київської області. Входить до складу Калинівської селищної громади. Населення становить 511 осіб. Через село проходить автомобільна дорога E95, яка має важливе міжнародне значення.

## Історія
Село засноване в 1929 році.
21 травня 2017 року Патріарший намісник у Скибині звершив освячення храму на честь Святих апостолів і єв. Іоана Богослова.
З 2020 року село в складі Калинівської селищної громади.

### Російське вторгнення
10 березня 2022 року було розбито колону російської техніки в центрі села.
В кінці березня закінчились бої неподалік села.

## Населення

### Мова
Розподіл населення за рідною мовою за даними перепису 2001 року:
| Мова       | Кількість | Відсоток |
| ---------- | --------- | -------- |
| українська | 498       | 97.46%   |
| російська  | 13        | 2.54%    |
| Усього     | 511       | 100%     |

## Відомі люди
- Кривенко Олександр Анатолійович — український журналіст і громадський діяч. Загинув 9 квітня 2003 року в селі Скибин у автокатастрофі.